# 及川昭伍
及川 昭伍（おいかわ しょうご、1932年〈昭和7年〉3月29日 - 2020年〈令和2年〉2月14日）は、日本の官僚。元国民生活センター理事長、元経済企画庁総合計画局長。岩手県盛岡市出身。

## 略歴
- 1950年（昭和25年）3月：岩手県立盛岡第一高等学校卒
- 1954年（昭和29年）3月：東北大学法学部卒
- 1954年（昭和29年）4月：大蔵省入省
- 1964年（昭和39年）8月：経済企画庁総合開発局専門調査員
- 1968年（昭和43年）5月：水資源開発公団参事
- 1970年（昭和45年）3月：経済企画庁官房調査官
- 1972年（昭和47年）6月：経済企画庁国民生活局消費者行政課長
- 1975年（昭和50年）6月：経済企画庁国民生活局国民生活政策課長
- 1978年（昭和53年）6月：経済企画庁官房会計課長
- 1979年（昭和54年）7月：国土庁長官官房審議官
- 1981年（昭和56年）6月：経済企画庁総合計画局審議官
- 1983年（昭和58年）8月：経済企画庁国民生活局長
- 1985年（昭和60年）6月：経済企画庁総合計画局長
- 1987年（昭和62年）6月：経済企画庁顧問
- 1987年（昭和62年）10月：野村総合研究所顧問。
- 1991年（平成3年）7月：国民生活センター理事長
- 1999年（平成11年）7月：国民生活センター顧問
- 2002年（平成14年）4月：勲三等旭日中綬章
- 2020年（令和2年）2月：肝臓がんのため盛岡市内の病院で死去[1]、87歳没。死没日をもって従四位に叙される[2]。

## その他役職
- 学士会評議員
- 社団法人全国消費生活相談員協会会長
- 社団法人経済企画協会会長
- 国民生活審議会委員（内閣）
- 総合エネルギー調査会委員（通産省）
- 経済構造調整研究会座長（経済企画庁）
- 地域経済研究会座長（経済企画庁）
- 賃金・物価・雇用問題懇談会委員（労働省）
- 勤労者福祉負担研究会座長（労働省）
- 女子労働政策研究会座長（労働省）
- 離島基本問題研究会座長（国土庁）
- 財団法人日本環境協会理事
- 財団法人不動産適正取引推進機構理事
- 財団法人製品安全協会評議員
- 財団法人日本適合性認定協会評議員
- 財団法人マンション管理センター理事
- 社団法人日本リサーチ総合研究所理事
- 社団法人消費者教育支援センター評議員
- 特定非営利活動法人 インクルいわて理事
- 横浜市経済政策懇談会座長
- 横浜市環境問題懇談会座長
- 仲裁・ADR法学会理事
- 司法アクセス学会理事
- 日本消費者法学会・消費者教育学会・計画行政学会・統計研究会各会員
- 岩手銀行社外取締役
- 銀河系いわて大使
- みちのく盛岡ふるさと大使
- 奥州大使
- 東京盛岡ふるさと会会長
- 在京白堊会（盛岡一高同窓会）会長
- 盛岡・盛久ギャラリー館主
- 日本陶芸倶楽部正会員
- 日本民藝協会会員
- 日本野鳥の会会員
- 日本棋院3段

## 主要編著書
- 「消費者保護法の基礎」 青林書院新社 1977
- 「消費社会のくらしとルール」 中央法規 2000
- 「新しい時代の消費者法」 中央法規 2001
- 「消費者トラブルの実践知識と解決法」 中央法規 2002
- 「消費者事件 歴史の証言」 民事法研究会 2015